# Wu Yan
Wu Yan (en chino: 吴艳; 20 de octubre de 2001) es una deportista china que compite en halterofilia. Ganó una medalla de oro en el Campeonato Mundial de Halterofilia de 2024, en la categoría de 87 kg.

## Palmarés internacional
| Campeonato Mundial | Campeonato Mundial | Campeonato Mundial | Campeonato Mundial |
| Año                | Lugar              | Medalla            | Categoría          |
| ------------------ | ------------------ | ------------------ | ------------------ |
| 2024               | Manama (Baréin)    | Medalla de oro     | 87 kg              |